# Girolamo Sacchetti
Girolamo Sacchetti, V marchese di Castelromano (Roma, 22 marzo 1806 – Roma, 13 giugno 1864), è stato un nobile italiano.

## Biografia
Appartenente alla nobile famiglia dei marchesi Sacchetti, quinto Marchese di Castelromano, secondo della famiglia a cui venne affidata la carica di Foriere maggiore dei sacri palazzi apostolici, il che lo poneva tra i più influenti membri della famiglia pontificia. Girolamo ricoprì la carica, a partire dal 1840 in anni in cui il papa aveva ancora il dominio temporale sullo Stato pontificio, ma che furono molto turbolenti. Nel novembre 1848, il papa Pio IX, che si era rifugiato a Gaeta, sotto la protezione di Ferdinando II re delle Due Sicilie, affidò a Girolamo Sacchetti l'impegnativo compito di difendere nei confronti del ministero Galletti non solo l'integrità fisica dei Sacri Palazzi, ma anche quella dei numerosi membri della Sacra famiglia. Sacchetti ricoprì l'incarico di pro-prefetto dei Sacri Palazzi. Sposò Maria Spada-Veralli. Il figlio Urbano Sacchetti, sposò  Beatrice Orsini, anch'essa di una famiglia con elevate cariche pontificie.
Era proprietario di una tenuta in località Pineto che tuttavia verso il 1860 cedette ai Torlonia. Il terreno fu poi acquisito nel XX secolo dal comune di Roma ed è diventato parco pubblico con il nome di Pineta Sacchetti, che è ricompreso nel Parco regionale urbano del Pineto.

## Matrimonio e figli
A Bologna, il 13 gennaio 1831, Girolamo sposò la principessa Maria Spada Veralli, figlia di Clemente Spada Veralli, II principe di Castelviscardo, e di sua moglie Marianna de Beaufort dei duchi di Beaufort-Spontin. La coppia ebbe i seguenti figli:
- Eleonora (1834 - 1872)
- Urbano (1835 - 1912), VI marchese di Castelromano, sposò Beatrice Orsini di Gravina

## Ascendenza
|                                                    |                |                              | Genitori                                     |  |  | Nonni |  |  | Bisnonni                                     |  |  | Trisnonni                                                    |  |
|                                                    |                |                              |                                              |  |  |       |  |  | Matteo Sacchetti, I marchese di Castelromano |  |  | Giovanni Battista Sacchetti, II marchese di Castel Rigattini |  |
|                                                    |                |                              |                                              |  |  |       |  |  | Matteo Sacchetti, I marchese di Castelromano |  |  | Giovanni Battista Sacchetti, II marchese di Castel Rigattini |  |
|                                                    |                | Caterina Acciaiuoli          |                                              |  |  |       |  |  | Matteo Sacchetti, I marchese di Castelromano |  |  |                                                              |  |
| Giulio Sacchetti, III marchese di Castelromano     |                |                              |                                              |  |  |       |  |  | Matteo Sacchetti, I marchese di Castelromano |  |  |                                                              |  |
|                                                    |                | Clelia Orsini de' Cavalieri  | Francesco Orsini de' Cavalieri               |  |  |       |  |  |                                              |  |  |                                                              |  |
|                                                    |                | Clelia Orsini de' Cavalieri  | Francesco Orsini de' Cavalieri               |  |  |       |  |  |                                              |  |  |                                                              |  |
|                                                    |                | Clelia Orsini de' Cavalieri  | Vittoria Ludovica di Carpegna                |  |  |       |  |  |                                              |  |  |                                                              |  |
| Scipione Sacchetti, IV marchese di Castelromano    |                | Clelia Orsini de' Cavalieri  |                                              |  |  |       |  |  |                                              |  |  |                                                              |  |
|                                                    |                |                              |                                              |  |  |       |  |  |                                              |  |  |                                                              |  |
|                                                    |                |                              |                                              |  |  |       |  |  |                                              |  |  |                                                              |  |
|                                                    |                |                              |                                              |  |  |       |  |  |                                              |  |  |                                                              |  |
| Maddalena Azzan                                    |                |                              |                                              |  |  |       |  |  |                                              |  |  |                                                              |  |
|                                                    |                |                              |                                              |  |  |       |  |  |                                              |  |  |                                                              |  |
|                                                    |                |                              |                                              |  |  |       |  |  |                                              |  |  |                                                              |  |
|                                                    |                |                              |                                              |  |  |       |  |  |                                              |  |  |                                                              |  |
| Girolamo Sacchetti, V marchese di Castelromano     |                |                              |                                              |  |  |       |  |  |                                              |  |  |                                                              |  |
|                                                    | Virginio Cenci | Tiberio Cenci                |                                              |  |  |       |  |  |                                              |  |  |                                                              |  |
|                                                    | Virginio Cenci | Tiberio Cenci                |                                              |  |  |       |  |  |                                              |  |  |                                                              |  |
|                                                    | Virginio Cenci | Eleonora Maddalena Costaguti |                                              |  |  |       |  |  |                                              |  |  |                                                              |  |
| Girolamo Cenci Bolognetti, IV principe di Vicovaro | Virginio Cenci |                              |                                              |  |  |       |  |  |                                              |  |  |                                                              |  |
|                                                    |                | Maria Anna Bolognetti        | Girolamo Bolognetti, II principe di Vicovaro |  |  |       |  |  |                                              |  |  |                                                              |  |
|                                                    |                | Maria Anna Bolognetti        | Girolamo Bolognetti, II principe di Vicovaro |  |  |       |  |  |                                              |  |  |                                                              |  |
|                                                    |                | Maria Anna Bolognetti        | Flavia Theodoli                              |  |  |       |  |  |                                              |  |  |                                                              |  |
| Eleonora Cenci Bolognetti                          |                | Maria Anna Bolognetti        |                                              |  |  |       |  |  |                                              |  |  |                                                              |  |
|                                                    |                |                              |                                              |  |  |       |  |  |                                              |  |  |                                                              |  |
|                                                    |                |                              |                                              |  |  |       |  |  |                                              |  |  |                                                              |  |
|                                                    |                |                              |                                              |  |  |       |  |  |                                              |  |  |                                                              |  |
| Maria Isabella Petroni                             |                |                              |                                              |  |  |       |  |  |                                              |  |  |                                                              |  |
|                                                    |                |                              |                                              |  |  |       |  |  |                                              |  |  |                                                              |  |
|                                                    |                |                              |                                              |  |  |       |  |  |                                              |  |  |                                                              |  |
|                                                    |                |                              |                                              |  |  |       |  |  |                                              |  |  |                                                              |  |
|                                                    |                |                              |                                              |  |  |       |  |  |                                              |  |  |                                                              |  |